# Oreodytes alaskanus
Oreodytes alaskanus är en skalbaggsart som först beskrevs av Henry Clinton Fall 1926.  Oreodytes alaskanus ingår i släktet Oreodytes och familjen dykare. Inga underarter finns listade i Catalogue of Life.